# نوای نور
نوای نور عنوان آلبومی زنده با همکاری حسین علیزاده و مجید خلج است. این آلبوم در واقع اجرای زنده‌ای از کنسرت تالار شهر بروکسل بلژیک در سال ۲۰۰۷ است که توسط شرکت آوای خورشید در ایران و شرکت باموزیک در اروپا پخش شد.
شرکت فرهنگی هنری «آوا خورشید» قرار بود تا پایان فروردین‌ماه آلبوم کنسرت ماهور علیزاده را پخش کند، توزیع آن را به دلیل انتشار آلبوم نوای نور به تأخیر انداخت.
در این آلبوم علیزاده و خلج به دونوازی شورانگیز و تنبک می‌پردازند.

## فهرست آهنگ‌ها
1. «تجلی بر انعکاس» (۳:۵۵)
2. «هنگامه هنگام» (۸:۱۱)
3. «سه وهله تابش» (۲:۱۱)
4. «رقص آینه‌ها» (۴:۰۶)
5. «برخورد در بازتاب» (۲:۱۵)
6. «مرورهای آبگون» (۵:۱۹)
7. «گردش انعکاس» (۴:۲۸)
8. «نوای آن» (۶:۳۷)